# Jérôme II Bignon
Pour les articles homonymes, voir Jérôme Bignon et Bignon.
Jérôme II Bignon, né le 16 novembre 1627 à Paris et mort le 15 janvier 1697 , est un commis de l’État et bibliothécaire français.

## Biographie
Membre de la famille Bignon, fils du magistrat Jérôme Bignon et de Catherine Bachasson, Jérôme, deuxième du nom, succéda à la mort de son père (1656) dans la plupart de ses charges : avocat général au Parlement de Paris et, après avoir fréquenté le cabinet de Jacques Dupuy, maître de la Librairie.
Comparé au commis Pierre de Carcavi, son rôle réel auprès de la Bibliothèque du roi est relativement mineur, il doit être distancié par la nomination en 1656 de Nicolas Colbert qui fut poussé par son frère à la charge de garde de la Bibliothèque : le poste étant convoité, Bignon doit bientôt également céder du terrain face à Louis Colbert qui reprend la charge de garde. Finalement, en 1684, c'est Louvois qui fait nommer son fils Camille, alors âgé de seulement huit ans, comme unique bibliothécaire du roi : Jérôme démissionna. À la mort de ce dernier en 1719, Jean-Paul Bignon, le benjamin de Jérôme, reçut la provision de cette charge, perpétuant une longue lignée de Bignon au service de la Bibliothèque royale.
Marié à Suzanne Phélypeaux, fille de Louis Ier Phélypeaux de Pontchartrain, il est le père de Jérôme III Bignon, de Jean-Paul Bignon et d'Armand Roland Bignon.